# Brucin
Brucin [bruˈt͡siːn] (nach dem schottischen Naturwissenschaftler James Bruce) ist ein stark giftiges Alkaloid, welches in den Samen der Gewöhnlichen Brechnuss und der Ignatius-Brechnuss vorkommt. Es zählt zur Gruppe der Strychnos-Alkaloide.

## Giftwirkung
Brucin wirkt bereits bei geringen Mengen als Nervengift. Vergiftungsgefahr besteht nicht nur beim Verschlucken, sondern auch beim Einatmen und Kontakt mit der Haut. Die Folgen sind Lungenödem und zentrale Atemlähmung. Besonders gefährdet sind Herz-, Nieren- und Leberkranke. Als orale letale Dosis für eine Ratte wird 1 mg·kg−1 angegeben.

## Eigenschaften
Brucin ist dem Strychnin sehr ähnlich und kommt wie dieses natürlicherweise in der Brechnuss vor. Chemisch gesehen gehören beide Verbindungen zu den Hydrocarbazol-Alkaloiden. Brucin schmeckt sehr bitter; der Geschmack ist in wässriger Lösung noch in einer Verdünnung von 1:220000 wahrnehmbar.

## Analytik
Der zuverlässige qualitative und quantitative Nachweis von Brucin gelingt mit chromatographischen Verfahren. Die Dünnschichtchromatographie wird jedoch kaum noch eingesetzt und eignet sich in der Regel nur beim Vorliegen relativ hoher Konzentrationen. Bei der Analytik komplexen Untersuchungsguts wie Urin oder Blutserum sind hinreichende Probenvorbereitungsschritte unabdinglich. Die heute am häufigsten verwendete Methode ist die Kopplung der HPLC mit der Massenspektrometrie, womit auch die Brucin-Metaboliten erfasst werden können. Diese Verfahren eignen sich auch zum Einsatz in der Forensik.

## Verwendung
Brucin findet u. a. Verwendung in der Analytik zum Nachweis von Nitrationen. Es reagiert in konz. Schwefelsäure mit Nitrationen unter Bildung einer rot- bis rotorange gefärbten Verbindung, deren Zusammensetzung unbekannt ist.
Eine weitere wichtige Anwendung ist in der Racematspaltung. Emil Fischer konnte 1899 zeigen, dass sich ein racemisches Gemisch von Aminosäuren durch Kristallisation mit Brucin in seine enantiomerenreinen Komponenten spalten lässt. Eine erste Kristallstruktur einer Verbindung von Brucin mit einem Aminosäurederivat wurde 1984 bestimmt.